# Non mi lasciare mai
Non mi lasciare mai è il quarto album del cantante italiano Adriano Pappalardo, pubblicato nel 1980.

## Il disco
A cinque anni dalla pubblicazione dell'album precedente, Pappalardo nel 1980 incide il suo ultimo lavoro per la RCA Italiana.
Testi e musiche sono rispettivamente di Luigi Albertelli e Bruno Tavernese, i quali produssero anche l'album. Tavernese ne curò anche gli arrangiamenti.
Dell'album, Pappalardo incise anche una versione in lingua spagnola, pubblicata in Spagna e in America Latina, con la lista dei brani che variava leggermente a seconda dell'edizione.

## Tracce
Testi di Luigi Albertelli, musiche di Bruno Tavernese eccetto dove indicato.
Lato A
1. Io e te – 4:08
2. Ladro – 3:25
3. Non mi lasciare mai – 3:45
4. In paradiso – 3:51
5. Logico... no? – 3:54

Lato B
1. Tutto normale – 3:54
2. Uomo selvaggio – 5:05
3. Viaggia – 4:25
4. A mio figlio – 4:20 (musica: Tavernese, Adriano Pappalardo)

## Formazione
- Adriano Pappalardo – voce, tamburello
- Dino D'Autorio – basso
- Flaviano Cuffari – batteria
- Aldo Banfi – sintetizzatore, vocoder, ARP, organo Hammond C3
- Bruno Tavernese – pianoforte, Fender Rhodes, mellotron
- Ellade Bandini – batteria
- Bonnie Taylor – pianoforte
- Claudio Bazzari – chitarra acustica, chitarra elettrica
- Gian Piero Reverberi – pianoforte
- Cosimo Fabiano – basso
- Massimo Luca – chitarra acustica, chitarra elettrica
- Walter Calloni – batteria
- Giancarlo Porro – sassofono tenore, sassofono soprano, sassofono baritono
- Laura Luca, Mara Cubeddu – cori